# Nicole Dzurko
Nicole Dzurko (13 maggio 2000) è una nuotatrice artistica statunitense.

## Palmarès
- Mondiali

Fukuoka 2023: argento nel combined
Doha 2024: bronzo nella gara a squadre acrobatico.

### Coppa del Mondo
- 4 podi:
  - 1 vittoria (1 nella gara a squadre)
  - 3 terzi posti (3 nella gara a squadre)

#### Coppa del mondo - vittorie
| Data         | Luogo  | Paese   | Disciplina      |
| ------------ | ------ | ------- | --------------- |
| 2 marzo 2025 | Parigi | Francia | Team acrobatico |